# Fearless (album, Taylor Swift)
Fearless je druhé studiové album americké country-popové zpěvačky Taylor Swift. Bylo vydáno 11. listopadu 2008 u Big Machine Records. Album debutovalo v americké Billboard 200, prodalo se 592 304 kopií v prvním týdnu a stalo se nejlépe prodávaným albem ženské zpěvačky v roce 2008 za první týden. CD Fearless se jako prvnímu podařilo překonat hranici 1 000 000 prodaných kopií v roce 2009, 1 500 000 prodaných kopií od 1. ledna. Album mělo čtyři hity v Top 10 – „Change“ (10.), „Love Story“ (4.), „Fearless“ (9.) a „You Belong With Me“ (2.). Album mělo také šest hitů v Top 20, k výše zmíněným se přidali „You're Not Sorry“ (11.) a „White Horse“ (13.). Oficiální vedoucí singl se stal největším hitem kariéry Swiftové, užívající domácí i celosvětový úspěch. Album se v žebříčku Billboard 200 udrželo na prvním místě jedenáct týdnů.

## Vydání
Fearless bylo poprvé vydáno v USA 11. listopadu 2008. Album bylo dále vydáno v Austrálii 15. listopadu 2008, následováno vydáním ve Velké Británii a na Novém Zélandu 9. března 2009. Album bylo také vydáno ve Španělsku a Brazílii v březnu 2009.
Fearless bylo první album po Santanovém Supernatural, které se udrželo nepřetržitě jedenáct týdnů na prvním místě americké Billboard 200, nejvíce týdnů po Weathered od Creed v letech 2001-2002. Bylo to také první album od ženské zpěvačky v historii country hudby, která se udržela více než sedm týdnů na prvním místě. Hlavní píseň alba "Love Story " dosáhla prvního místa jak v kanadské, tak v americké country hitparádě a 6 písní bylo v Top 20. Swift sama napsala ze 13 písní, zbylých šest napsala společně s Liz Rose. Album vyhrálo cenu Album Roku na ACM Awards v roce 2009.

## Ohlas
Fearless dostalo pozitivní recenze od mnoha hudebních kritiků. Vzhledem k hudebním kritikám agregátor [Metacritic], dostalo průměrné skóre 73 bodů. [Newsday] dalo albu nejlepší hodnocení a nazvalo ho "Moudrost(klid) mimo její roky". James Reed z [Boston Globe] dal albu silnou pozitivní recenzi, když napsal "Mladá country hvězda "Beze strachu" prokazuje, že je jenom to a mnohem víc". [Allmusic] citovala to, jak Swiftová píše svou hudbu a dospěla do svého nového alba: "Jemný dotek Swiftové je tak trvalý jako její obratnost psát písně a tahle hudební dospělost docela nesouhlasí s jejím věkem, ale to pomáhá dělat Fearless jedním z nejlepších popových alb hlavního proudu roku 2008. [Rolling Stone] magazín řekl, že "Její muzika muxije téměř neosobní personalitu - je to tak přísně obratné, že to zní jako vědecky vytvořeno v továrně na hity - s přiznáním, které jsou důvěrné a pravé." Fearless je uvedeno jako 39. nejlepší album roku 2008 podle Rolling Stone. Na Filipínách, bylo album na 3. místě v deseti nejprodávanějších albech za rok 2009, také získalo první místo jako album roku 2009. Spekuluje se, že Fearless bude určitě nominováno na "Album Roku" na Grammys 2010.